# Sylvia Kristel
Sylvia Kristel, född 28 september 1952 i Utrecht, död 17 oktober 2012 i Amsterdam, var en nederländsk fotomodell och skådespelare. Kristel är främst känd för att ha spelat huvudrollen i de enormt framgångsrika franska filmerna om Emmanuelle (1974–1995).

## Biografi

### Uppväxt och karriär
Kristel växte upp i föräldrarnas hotell i Utrecht, fram till föräldrarnas skilsmässa, efter vilken hon bodde med sin mor och yngre syster Marianne. Hon vann tävlingen Miss TV Europe 1973 och medverkade i några nederländska filmer innan hon fick huvudrollen i Emmanuelle (1974). 
Efter succén med Emmanuelle fick hon ytterligare roller i sexuellt utmanande filmer, exempelvis en filmatisering av D.H. Lawrences roman Lady Chatterleys älskare (1981). Hon fick också göra filmer i USA. Där medverkade hon bland annat i The Concorde ... Airport '79 (1979), Private Lessons (1981) och en film om Mata Hari (1985). 
Hennes karriär tappade sedan fart och hon fokuserade mer på måleri. Under 1990-talet spelade hon en äldre Emmanuelle i en ny serie filmer i vilka dock Marcela Walerstein spelade huvudrollen, sedd i tillbakablickar. I början av 2000-talet syntes Kristel i ett halvdussin filmer, bland annat spelade hon en liten roll i Förlåt mig, den kontroversiella holländska filmaren Cyrus Frischs debutfilm. 2004 gjorde Kristel en självbiografisk animerad kortfilm, Topor et moi, som prisades vid Tribeca Film Festival. 
Sin sista filmroll gjorde hon i Two Sunny Days (2010) efter ett åtta år långt uppehåll från filmskådespeleriet. Samma år syntes hon även i TV-serien Le ragazze dello swing.

### Privatliv

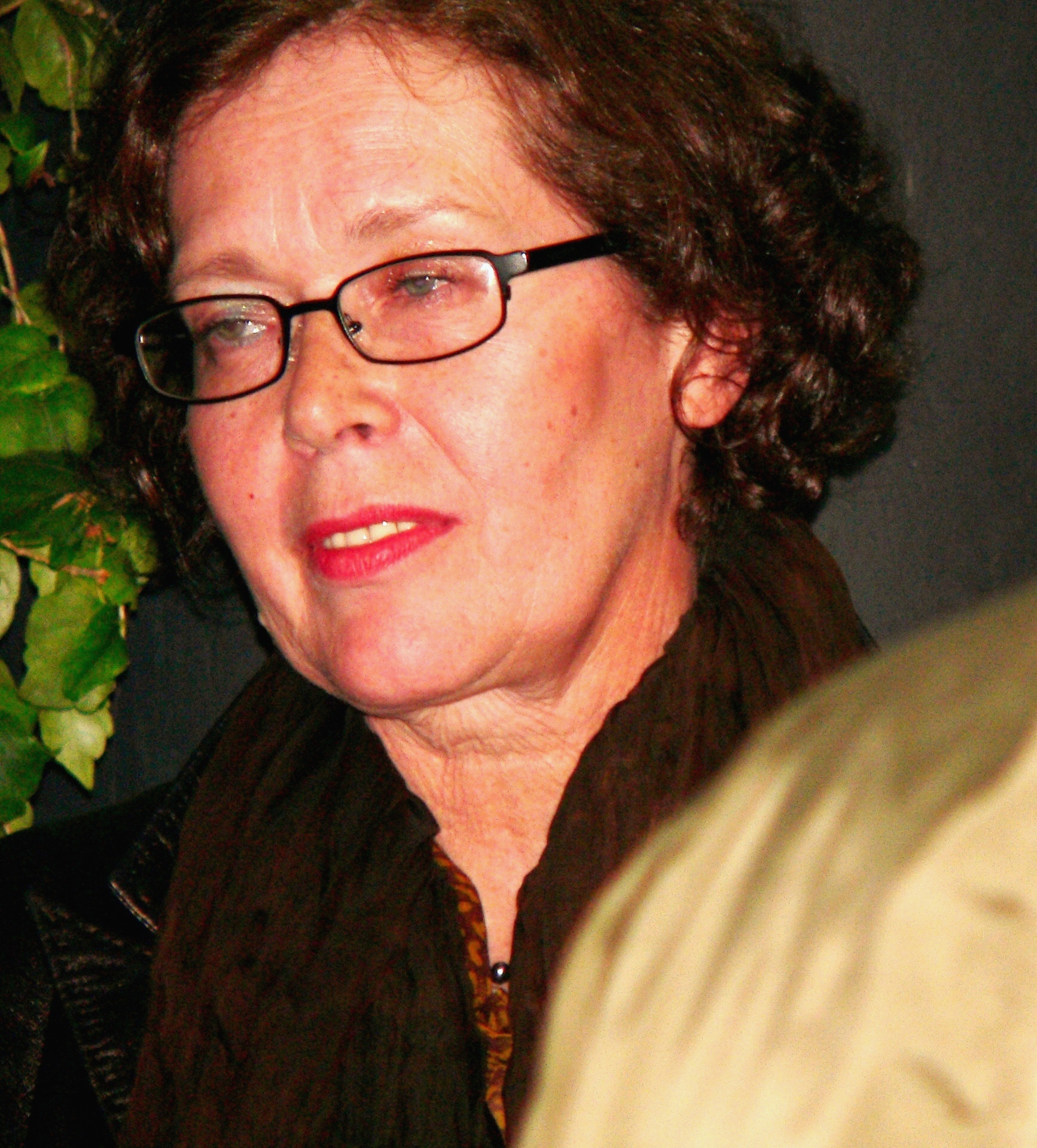
Sylvia Kristel, 2007.

Under 1970-talet hade hon ett förhållande med den belgiske författaren Hugo Claus, med vilken hon fick sonen Arthur (född 1975). Under inspelningen av Järnmaskens hemlighet (1979) inledde hon ett förhållande med skådespelaren Ian McShane. I sin självbiografi beskriver Kristel det som ett destruktivt förhållande och att hon vid den tiden inledde ett kokainmissbruk. 
Hon var sedan gift första gången 1982–1983 med Allan Turner och andra gången 1986–1991 med Philippe Blot, som regisserade henne i tre filmer. Filmerna floppade och under och efter äktenskapet med Blot var Kristel svårt skuldsatt. Kristel, som var rökare, drabbades av strupcancer 2001. Cancern återkom senare och spred sig till lungorna. Hon avled 2012. Hon hade en tid före sin död drabbats av slaganfall.
Hennes självbiografi publicerades på franska 2006 och på engelska 2007.

## Filmografi i urval
- 2001 – Forgive me - Cyrus Frisch
- 2000 – Lijmen/Het been
- 1999 – An Amsterdam Tale
- 1991 – Ont blod
- 1989 – Dracula's Widow
- 1987 – Casanova
- 1985 – Mata Hari
- 1984 – Emmanuelle IV
- 1983 – Privat skola ...för flickor
- 1981 – Privatlektioner
- 1981 – Lady Chatterleys älskare
- 1980 – Agent 86 med rätt att göra bort sig
- 1979 – The Concorde ... Airport '79
- 1979 – Järnmaskens hemlighet
- 1979 – Mysterier
- 1977 – Farväl Emmanuelle
- 1976 – Flickan från Rue S:t Denis
- 1976 – René la canne
- 1975 – Emmanuelle 2
- 1974 – Emmanuelle
- 1973 – Because of the Cats